# Roberto Antonio Rojas
Roberto Antonio Rojas Saavedra (Santiago del Cile, 8 agosto 1957) è un ex calciatore cileno, di ruolo portiere.

## Biografia
Noto con il soprannome di Cóndor, Rojas cresce nel club cileno Aviación e nel 1983 passa al Colo-Colo, con il quale vince il titolo nazionale nell'83 e nell'86. Nel 1987 si trasferisce al São Paulo, in Brasile, dove gioca sino al 1989.
La sua carriera subì la definitiva interruzione nel 1989 per una squalifica a vita da parte della FIFA. I fatti che porteranno alla squalifica avvennero il 3 settembre 1989, allo Stadio Maracanã di Rio de Janeiro, dove la nazionale cilena, difesa in porta proprio da Rojas, è impegnata in una partita di qualificazione al campionato del mondo 1990 contro il Brasile; il Cile, sotto di una rete, può solamente vincere per qualificarsi. Attorno al 70' di gioco un bengala precipitò in campo accanto a Rojas, il quale cade a terra in una maschera di sangue. Il portiere fu quindi portato fuori in barella e la partita venne sospesa.
Un'inchiesta fece però ben presto scoprire che Rojas si era ferito da solo con un piccolo rasoio precedentemente nascosto dentro il suo guanto, nel tentativo di consentire alla sua nazionale di vincere la gara a tavolino. Rojas fu squalificato a vita e si decise di escludere il Cile non solo dal Mondiale di Italia '90 (che aveva perso sul campo), ma anche da quello seguente di Stati Uniti 1994, in quanto alcuni strani gesti dei giocatori in campo fecero intuire come il comportamento del portiere non era stata un'iniziativa personale, bensì indotta direttamente dalla dirigenza della federcalcio cilena. Per esempio, il fatto che i primi a soccorrere Rojas furono gli attaccanti (e non, com'era lecito aspettarsi in situazioni di emergenza, i difensori, ovvero i giocatori più vicini al portiere e quindi i primi che si sarebbero dovuti accorgere più tempestivamente di quanto stava accadendo). La FIFA deciderà poi di graziare Rojas nel 2001, in seguito a una richiesta di perdono.
Il 1º aprile 2015 è stato sottoposto a un trapianto di fegato.

### Videografia
- Federico Ferri e Federico Buffa, Storie Mondiali: Notti Magiche (1990), Sky Sport, 2014.